# Duana
Duana (de l'àrab dīwān, "registre", "escriptori") és una oficina governamental oficial que tenen els estats per al control de moviment d'entrades i sortides de mercaderies i bens cap a l'exterior o provinents de l'exterior. En alguns estats les duanes també controlen l'entrada i sortida de persones, en d'altres ho fan altres organismes.

## Funcions de les duanes
Les tres principals funcions són: fiscal, protecció i econòmica. La missió fiscal reprèn el control i percepció dels drets i impostos sobre mercaderies. Com a protecció fa de protecció preventiva i repressiva del frau, ja que s'encarrega de les taxes sobre el consum, drets antidumping, fiscalitat interna entre d'altres. Molt important dins de l'àmbit de la sanitat pública (control de medicaments, estupefaents...), protecció del consumidor (falsificacions, pirateria, normes tècniques, ...), en la seguretat pública (control d'armes, ...), protecció del patrimoni (control d'obres d'art), lluita contra el frau i tràfic internacionals (mercaderies sensibles, ...) Aquestes funcions son articulades amb l'ajuda d'eines informàtiques que poden escurçar els retards que els tràmits administratius que poden presentar-se en les cadenes de subministrament i distribució global de productes.
La missió econòmica consisteix a garantir el respecte dels compromisos internacionals (ATA, Conveni de Viena, ...), en aplicar les disposicions de política comercial i en controlar, facilitar i promoure els intercanvis internacionals.